# Leers
Pour les articles homonymes, voir Leers (homonymie).

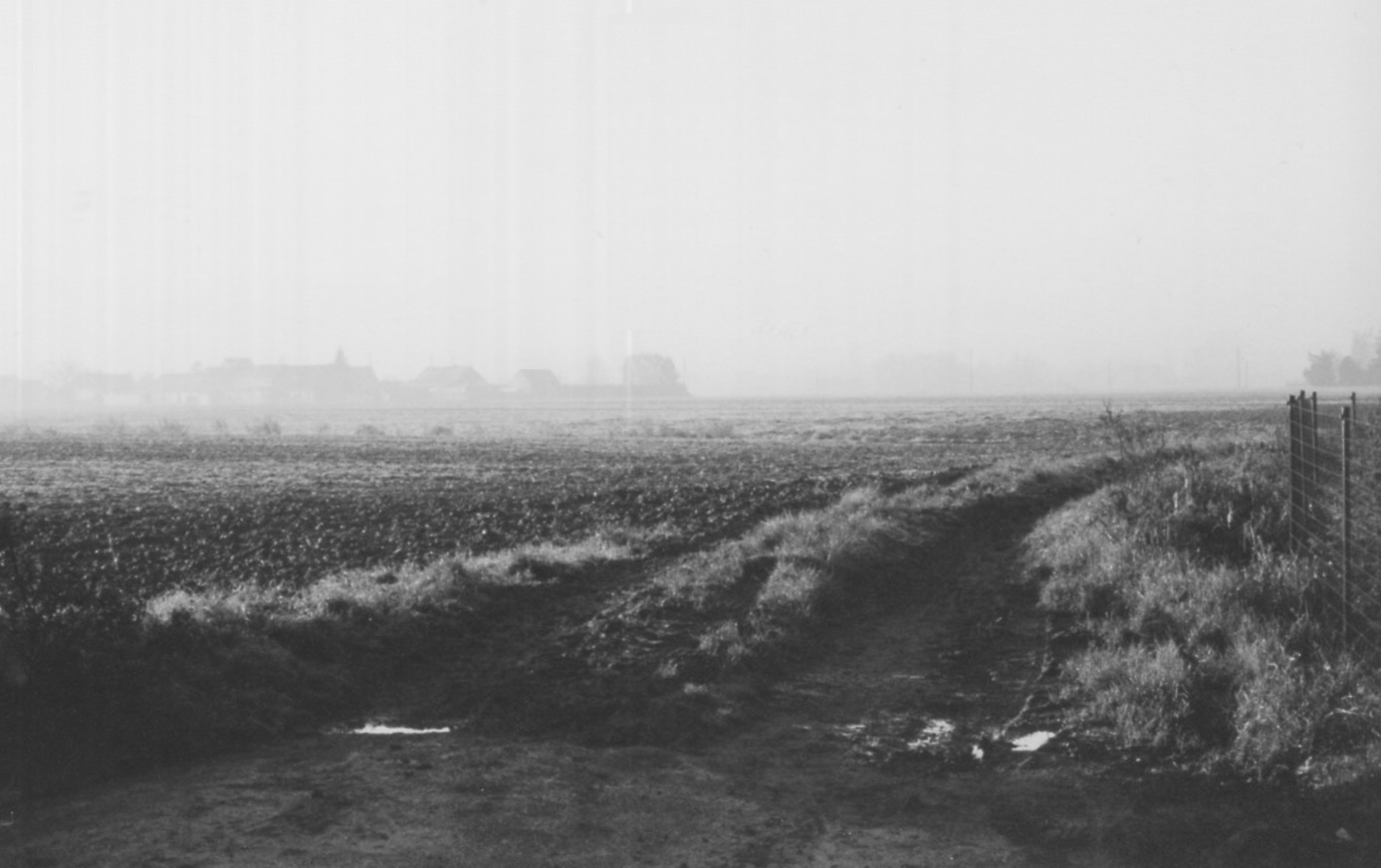
Entrée du chemin des Morts.

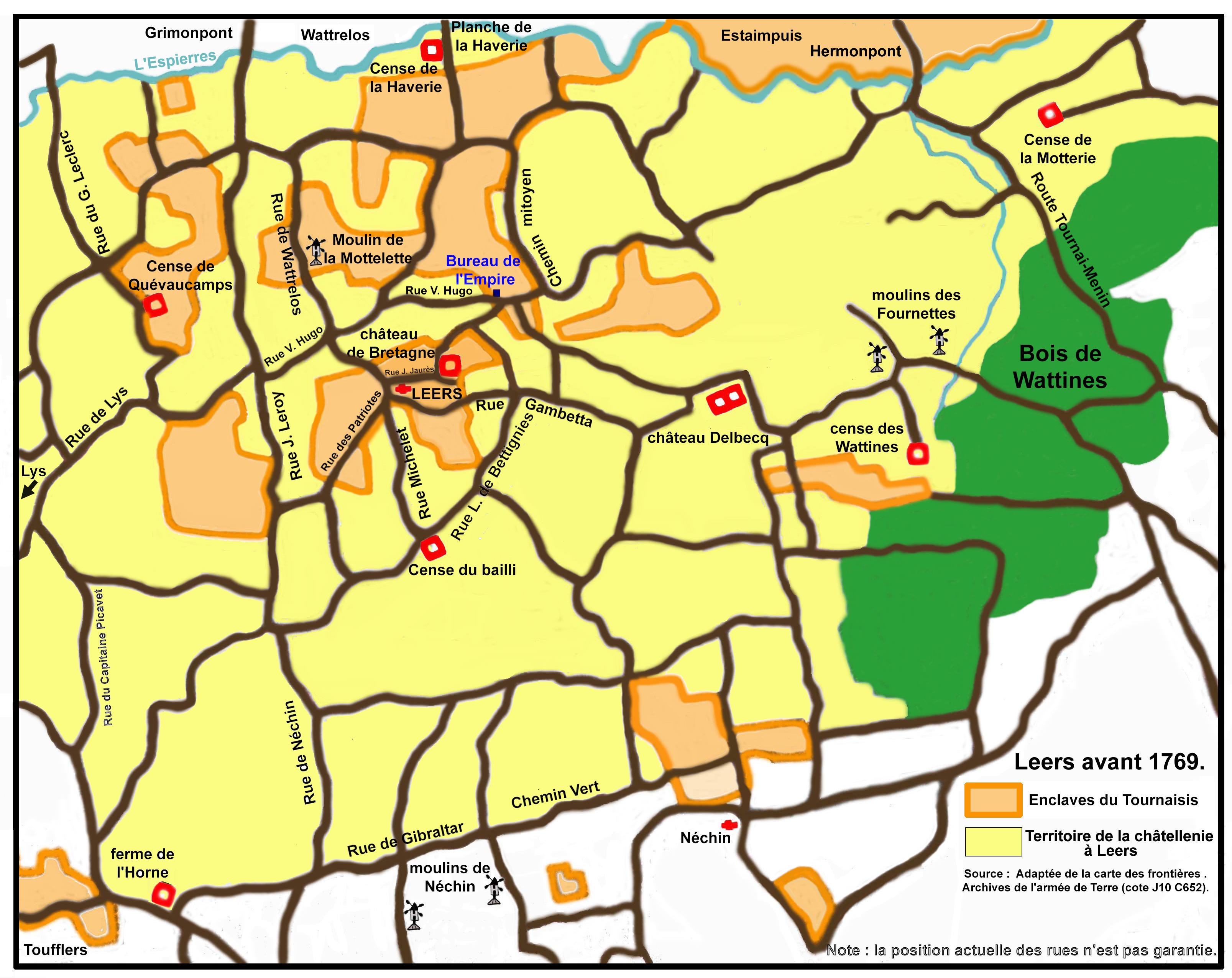
Les enclaves du Tournaisis au XVIIIe siècle à Leers.

Leers (se prononce [lɛʁs]) est une commune française située dans le département du Nord (59) en région Hauts-de-France. Elle fait partie de la Métropole européenne de Lille. Elle est limitrophe de Leers-Nord en Belgique avec qui elle ne formait qu'un jusqu'en 1779. Leers et ses alentours ont appartenu au comté de Flandre, au royaume de France, aux Pays-Bas espagnols et aux Pays-Bas méridionaux (en latin Belgica Regia).

## Géographie

### Communes limitrophes
Située à la frontière belge, la commune de Leers est limitrophe des communes françaises de Wattrelos, Roubaix, Lys-lez-Lannoy et Toufflers et en Belgique de la ville d'Estaimpuis (dont les sections ou anciennes communes de Néchin et Leers-Nord).
|                | Wattrelos |                                   |
| Roubaix        | Leers     | Estaimpuis Leers-Nord ( Belgique) |
| Lys-lez-Lannoy | Toufflers | Estaimpuis Néchin ( Belgique)     |

### Hydrographie

#### Réseau hydrographique
La commune est située dans le bassin Artois-Picardie. Elle est drainée par la rivière Espierre, l'Espierre, le riez, les Trieux de Carihem et un autre petit cours d'eau,.
L'Espierre est un cours d'eau franco-belge, d'une longueur de 13,4 km en France, qui prend sa source dans la commune de Mouvaux derrière l'ancienne ferme des Masures, près du quartier du Hautmont et se jette  dans l'Escaut au niveau de la commune belge d'Espierres-Helchin, après avoir traversé quatre communes en France. (cf. Deroubaix, J. (1986). Inondations et pollution, les deux fléaux de l'Espierre et de ses affluents. Mémoires de la Société d'Histoire de Mouscron et de sa Région, vol`. 8, pp. 133–236).

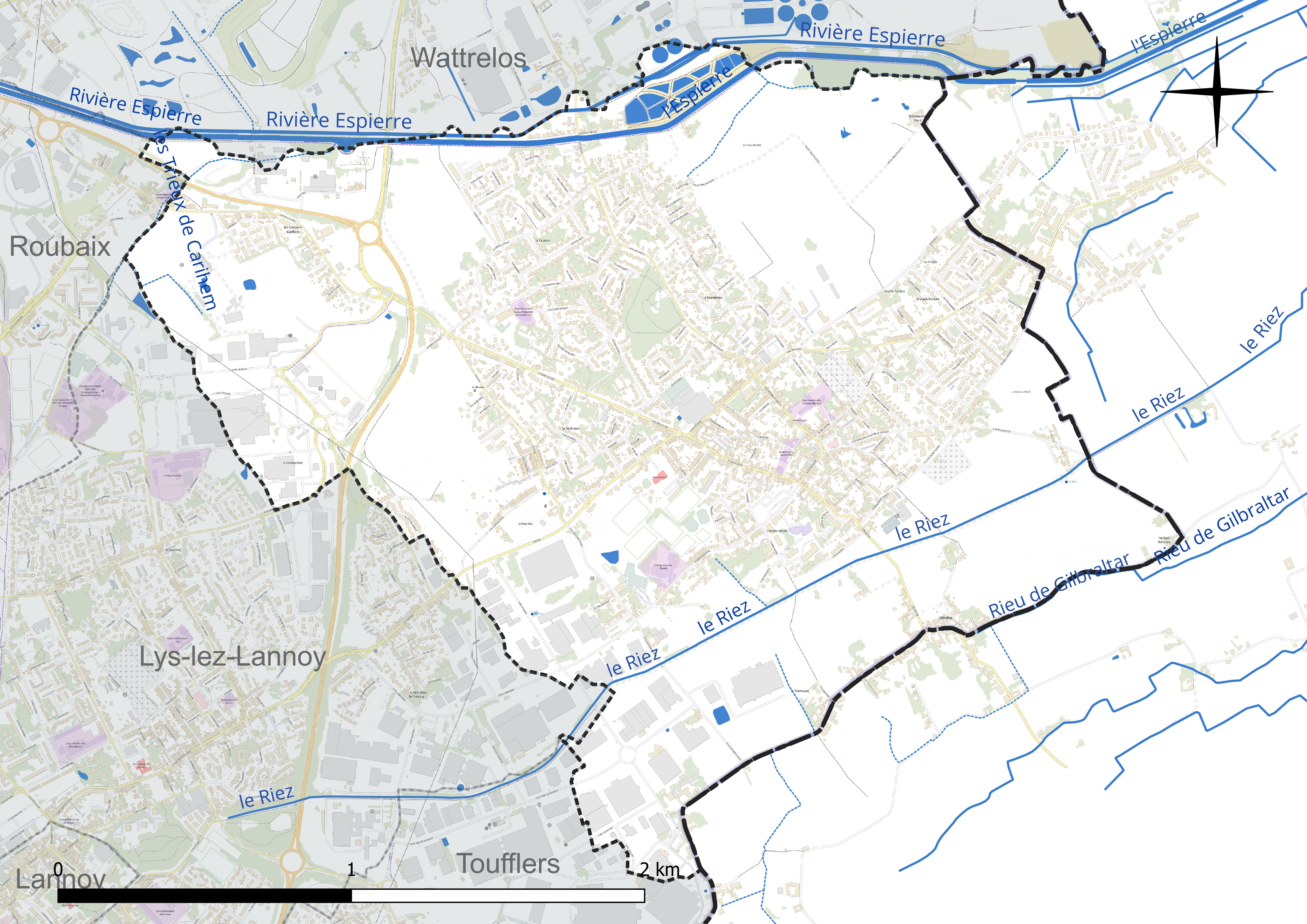
Réseau hydrographique de Leers.

L'Espierre, d'une longueur de 24 km prend sa source dans la métropole lilloise et se jette dans l'Escaut au niveau de la commune belge d'Espierres-Helchin.

#### Gestion et qualité des eaux
Le territoire communal est couvert par le schéma d'aménagement et de gestion des eaux (SAGE) « Marque Deûle ». Ce document de planification concerne un territoire de 1 120 km2 de superficie, délimité par les bassins versants de la Marque et de la Deûle, formant une vaste cuvette sédimentaire de 40 km de long et de 25 km de large, où la pente est très faible. Le périmètre a été arrêté le 2 décembre 2005 et le SAGE proprement dit a été approuvé le 9 mars 2020. La structure porteuse de l'élaboration et de la mise en œuvre est la Métropole européenne de Lille.
La qualité des cours d'eau peut être consultée sur un site dédié géré par les agences de l'eau et l'Agence française pour la biodiversité.

### Climat
Pour des articles plus généraux, voir Climat des Hauts-de-France et Climat du Nord.
En 2010, le climat de la commune est de type climat des marges montargnardes, selon une étude du CNRS s'appuyant sur une série de données couvrant la période 1971-2000. En 2020, Météo-France publie une typologie des climats de la France métropolitaine dans laquelle la commune est exposée à un climat océanique et est dans la région climatique Nord-est du bassin Parisien, caractérisée par un ensoleillement médiocre, une pluviométrie moyenne régulièrement répartie au cours de l'année et un hiver froid (3 °C).
Pour la période 1971-2000, la température annuelle moyenne est de 10,7 °C, avec une amplitude thermique annuelle de 14,3 °C. Le cumul annuel moyen de précipitations est de 682 mm, avec 11,5 jours de précipitations en janvier et 9 jours en juillet. Pour la période 1991-2020, la température moyenne annuelle observée sur la station météorologique la plus proche, située sur la commune de Lesquin à 14 km à vol d'oiseau, est de 11,3 °C et le cumul annuel moyen de précipitations est de 740,0 mm,. Pour l'avenir, les paramètres climatiques de la commune estimés pour 2050 selon différents scénarios d'émission de gaz à effet de serre sont consultables sur un site dédié publié par Météo-France en novembre 2022.

## Urbanisme

### Typologie
Au 1er janvier 2024, Leers est catégorisée grand centre urbain, selon la nouvelle grille communale de densité à sept niveaux définie par l'Insee en 2022.
Elle appartient à l'unité urbaine de Lille (partie française), une agglomération internationale regroupant 60  communes, dont elle est une commune de la banlieue,,. Par ailleurs la commune fait partie de l'aire d'attraction de Lille (partie française), dont elle est une commune du pôle principal,. Cette aire, qui regroupe 201 communes, est catégorisée dans les aires de 700 000 habitants ou plus (hors Paris),.

### Occupation des sols
L'occupation des sols de la commune, telle qu'elle ressort de la base de données européenne d'occupation biophysique des sols Corine Land Cover (CLC), est marquée par l'importance des territoires artificialisés (62,8 % en 2018), en augmentation par rapport à 1990 (42,5 %). La répartition détaillée en 2018 est la suivante :
zones urbanisées (40,7 %), terres arables (28,6 %), zones industrielles ou commerciales et réseaux de communication (21,9 %), zones agricoles hétérogènes (6,7 %), prairies (1,9 %), espaces verts artificialisés, non agricoles (0,2 %). L'évolution de l'occupation des sols de la commune et de ses infrastructures peut être observée sur les différentes représentations cartographiques du territoire : la carte de Cassini (XVIIIe siècle), la carte d'état-major (1820-1866) et les cartes ou photos aériennes de l'IGN pour la période actuelle (1950 à aujourd'hui).

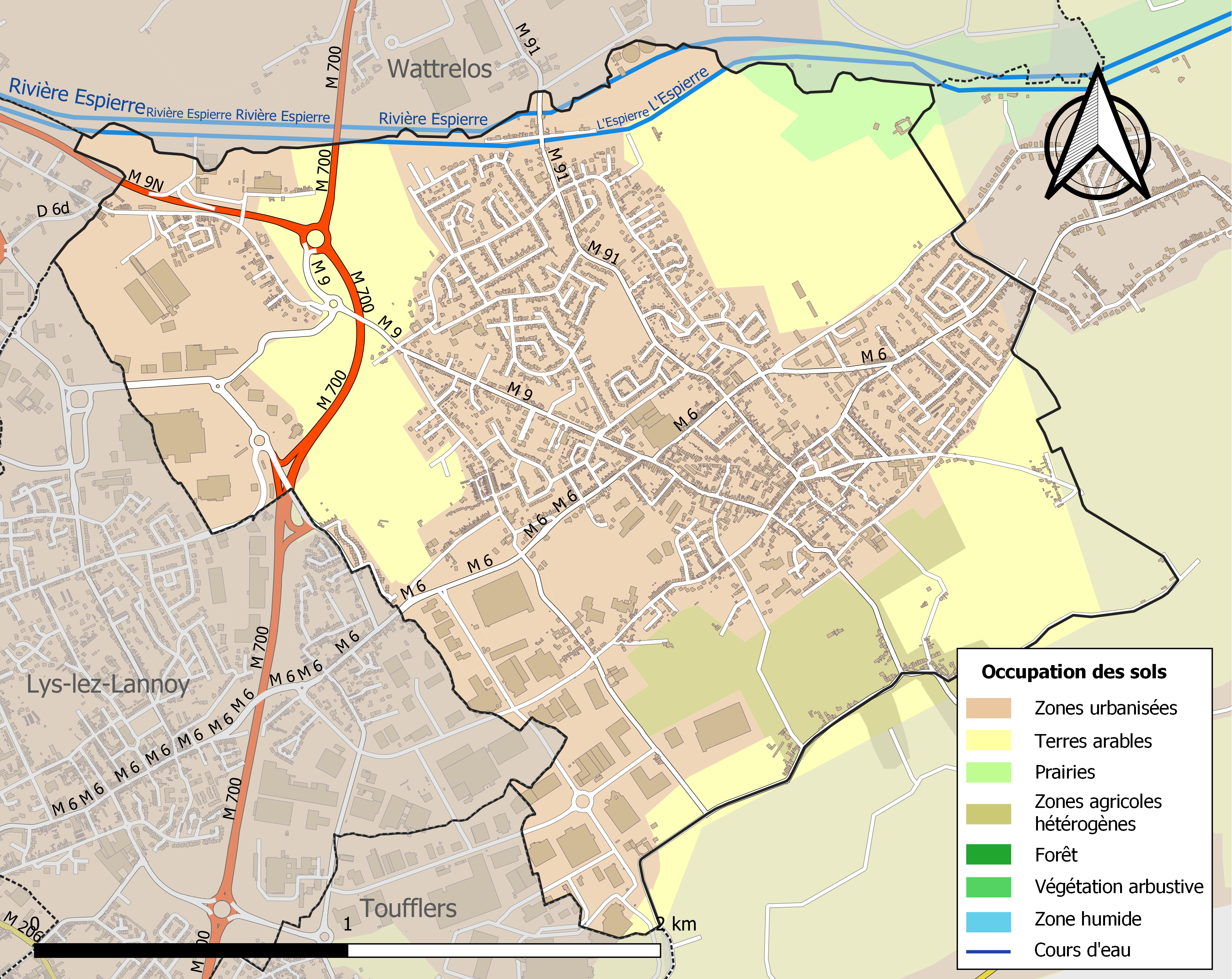
Carte des infrastructures et de l'occupation des sols de la commune en 2018 (CLC).

### Habitat et logement
En 2019, le nombre total de logements dans la commune était de 4 069, alors qu'il était de 3 881 en 2014 et de 3 686 en 2009.
Parmi ces logements, 95,3 % étaient des résidences principales, 0,2 % des résidences secondaires et 4,5 % des logements vacants. Ces logements étaient pour 86,7 % d'entre eux des maisons individuelles et pour 11,4 % des appartements.
Le tableau ci-dessous présente la typologie des logements à Leers en 2019 en comparaison avec celle du Nord et de la France entière. Une caractéristique marquante du parc de logements est ainsi une proportion de résidences secondaires et logements occasionnels (0,2 %) inférieure à celle du département (1,6 %) et à celle de la France entière (9,7 %). Concernant le statut d'occupation de ces logements, en 2021, 73,2 % des habitants de la commune sont propriétaires de leur logement (75,2 % en 2014), contre 54,4 % pour le Nord et 57,5 % pour la France entière.
| Typologie                                               | Leers | Nord | France entière |
| ------------------------------------------------------- | ----- | ---- | -------------- |
| Résidences principales (en %)                           | 95,3  | 90,6 | 82,1           |
| Résidences secondaires et logements occasionnels (en %) | 0,2   | 1,6  | 9,7            |
| Logements vacants (en %)                                | 4,5   | 7,8  | 8,2            |

|      | Leers | Nord | France entière |
| ---- | ----- | ---- | -------------- |
| 2010 | 77,6  | 55,6 | 57,7           |
| 2015 | 75,1  | 54,8 | 57,6           |
| 2021 | 73,2  | 54,4 | 57,5           |

### Voies de communication et transports
La commune est desservie, en 2023, par les lignes 33, 35, 60E, 945 et par la ligne de transport à la demande 23R du réseau Ilévia.

## Toponymie
Le nom de Leers vient du germanique hlǣri- (« terrain marécageux boisé »).

## Histoire
(septembre 2023).
- Si vous ne connaissez pas le sujet, laissez ce bandeau (vous pouvez alors contacter les auteurs).
- Si vous supprimez le contenu mis en cause (vous pouvez préalablement contacter les auteurs),

argumentez précisément cette suppression dans la page de discussion
(un manque de référence n'est pas un argument ; une recherche réelle de référence doit avoir été effectuée, être formellement documentée).
La ville de Leers a été bâtie sur un marais asséché. Elle avait un protecteur dont le blason affichait quatre clés. Le blason des quatre clés est devenu aujourd'hui le symbole de la ville, avec son moulin.
Le nom de Leers est mentionné dès 1106. De la fin du Moyen Âge et jusqu'à l'arrivée disruptive de Louis XIV dans la région, Leers fait partie des Pays-Bas espagnols (1556-1713). A cette époque, certaines parties du territoire comme beaucoup d'autres communes aujourd'hui de part et d'autre de la frontière sont encombrées d'enclaves appartenant, soit à la châtellenie de Lille, soit au bailliage de Tournai-Tournaisis comme dans le cas de Leers. Mais pour certaines communes, telle Blandain, la situation se complique plus encore avec la présence de "Terres franches" ne relevant ni l'une, ni de l'autre donc en quelque sorte assez indépendantes. Pour prendre un exemple contemporain, le département du Nord possède aujourd'hui encore une enclave de trois communes du Cambrésis dans le département du Pas-de-Calais qui relèvent du département du Nord ; l'ensemble appartenant au même pays, la France. Ainsi, peut-on comprendre cette notion d'enclaves de Leers-châtellenie et de Leers-Tournaisis appartenant alors aux Pays-Bas espagnols. Quelles sont les différences entre ces deux types de territoires ? Par exemple, il s'agit des unités de mesures (par exemple, le bonnier vaut 1,24 ha à Tournai pour 1,42 ha à Lille), ou des impositions; notamment sur les vins et spiritueux, moins taxés sur le Tournaisis, d'où la tendance à avoir nombre de cabarets sur les enclaves tournaisiennes (le cas des enclaves tournaisiennes de Wazemmes et de Lezennes près de Lille sont un bon exemple). À partir des guerres engendrées par Louis XIV au XVIIe siècle pour la conquête de la Flandre, une frontière va se mettre en place de sorte qu'au XVIIIe siècle, le Tournaisis relèvera en définitive des Pays-Bas autrichiens (succédant aux Espagnols à partir de 1714) quand la châtellenie appartiendra à la France. Cette fois, il y avait des territoires étrangers enclavés de part et d'autre de la frontière, avec pour simplifier des Leersois "autrichiens" et des Leersois "français". Une telle situation ne pouvait perdurer, car elle favorisait la fraude : tel fraudeur poursuivi par les gabelous d'une puissance, se réfugiait bien à propos sur un territoire appartenant à une autre puissance, échappant ainsi aux poursuites, d'où le nombre de tentatives tout au long du XVIIIe siècle de projets d'échanges d'enclaves pour mettre un terme à tous ces abus, aboutissant à une frontière rectiligne entre les deux puissances avec le premier Traité des Limites de 1769 dans lequel Leers dans son intégralité fait alors partie du royaume de France (voir l'ouvrage de Nelly Girard d'Albissin, 1970).
Le seigneur principal était l'abbaye de Hasnon, d'où son blason pour les armes de la commune, qui possédait alors une grande partie des terres. Ainsi, en 1770, elle avait 141 des 291 parcelles de Leers-Tournaisis, principalement centrées autour de la Place (Archives de l'Etat à Tournai, série C56). Cependant, nombre de terrains dépendait aussi de diverses seigneuries dont l'abbé Monteuuis a donné le détail dans son ouvrage (pp. 22–72). Certaines  de ces seigneuries auxquelles étaient parfois adjoints des parcelles séparées du gros de la seigneurie, sont reproduites sur la carte en couleur de 1703 conservée aux Archives départementales du Nord intitulée "Plan figuratif des terres & héritages situez à Lers (sic) & à Néchin..." (plan n° 20, repris en partie par dessin dans l'ouvrage de l'abbé Monteuuis, pp. 138–139). On y distingue ainsi la position de la "seigneurie et fiefs du Prêt" tenus de la seigneurie de Tressin et occupant plus de "12 bonniers" (environ 17 ha) le gros centré sur une zone comprise entre le riez Delbecq au Nord, la rue du Capitaine Picavet à l'Ouest, la rue de Gibraltar droite au Sud, un sentier à l'Est et comprenant une motte entourée d'eau (structure aujourd'hui disparue) sur une des parcelles plus une cense-manoir (dénommée la "Maison blanche"), plus au Nord sur la rue du Capitaine Picavet, côté Est, entre la rue Roger Salengro et le riez Delbecq. Le gros de cette seigneurie fut du XIXe à la fin du XXe siècle occupée par l'usine Parent. Plusieurs parcelles plus ou moins groupées et relevant toujours de cette seigneurie se trouvaient de part et d'autre de la planche de la Folie, soit du côté de Gibraltar gauche et débordant sur Néchin. Cet exemple, grâce à ce plan de 1703, montre la difficulté à retrouver le positionnement des diverses seigneuries sur le territoire de Leers d'autant qu'il faut tenir compte que ces diverses seigneuries pouvaient s'étendre à la fois sur Leers-châtellenie et sur Leers-Tournaisis.
La grande particularité de Leers et fait unique le long de la frontière franco-belge, réside dans sa partition en deux communes distinctes à la suite du deuxième Traité des Limites du 18 novembre 1779 (succédant au premier du 16 mai 1769), l'une relevant de la France et l'autre des Pays-Bas autrichiens. L'étude qui suit sur la partition de Leers est basée sur un ensemble d'articles paru dans : Bulletin no 1 spécial de l'ARHW [Association de Recherches Historiques de Wattrelos] (2002), 71 pages; idem, no 46 (2007), 73 pages & no 47 (2007), 82 pages.

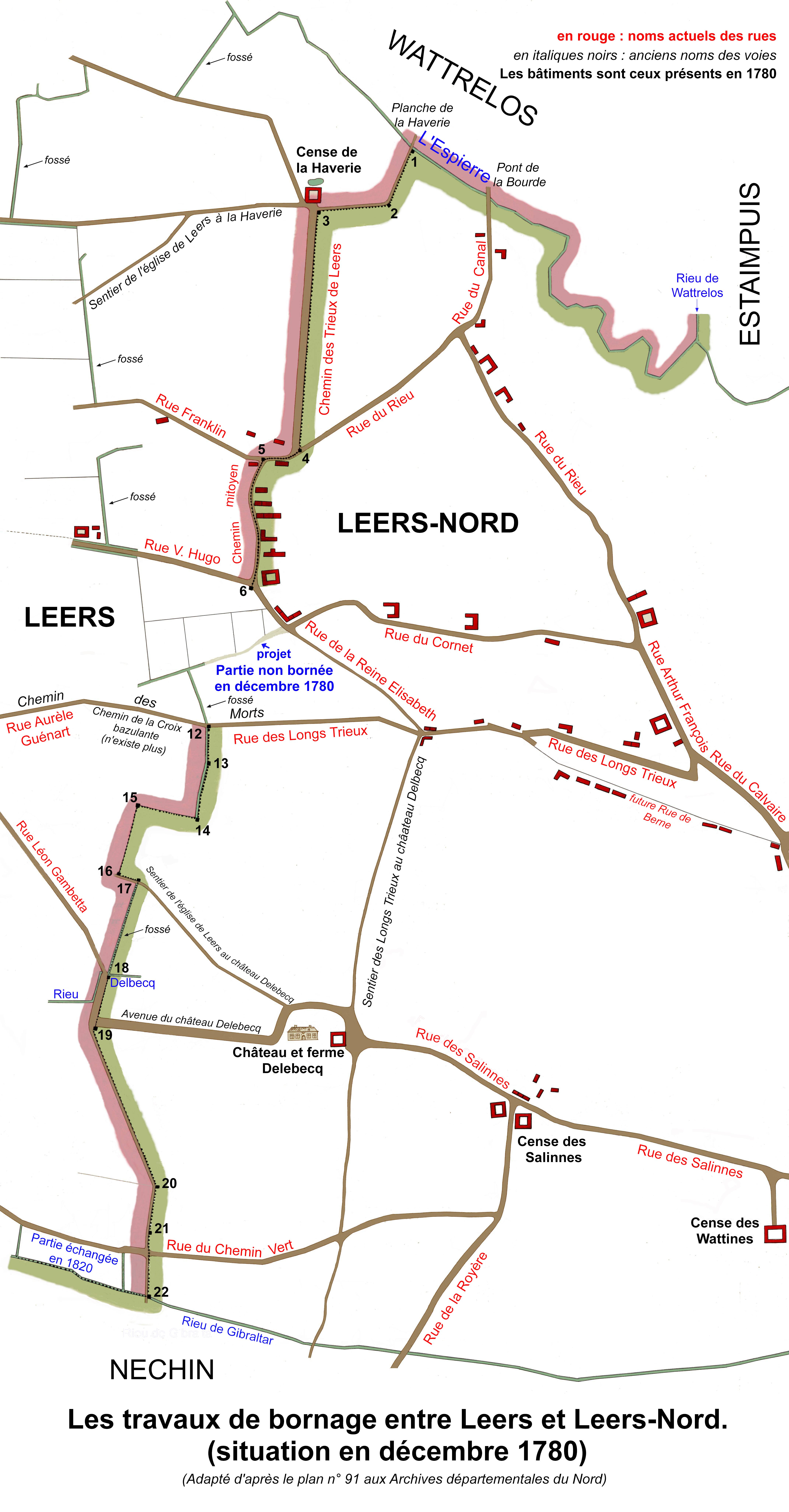
Les opérations de bornage en 1780 entre Leers et Leers-Nord.

Remontons le temps. Sous le règne de Louis XV, nombre de villages de la châtellenie de Lille étaient mêlés d'enclaves relevant du bailliage de Tournai-Tournaisis mais on trouvait également des enclaves relevant de Lille dans le Tournaisis, sans compter d'autres enclaves dites «Terres franches» ne relevant ni de l'une, ni de l'autre comme nous l'avons vu avec le cas de Blandain. Leers, comprenant environ 700 bonniers (près de 1000 ha) (ms n° 568 «Recueil touchant la grandeur et étendue du Diocèse de Tournai» vers 1690, Bibliothèque municipale de Lille) relevait pour environ 75-80% de son territoire de la châtellenie de Lille et pour environ 25-20% du Tournaisis - un mémoire récapitulatif de 1780 des terres du Tournaisis cédées par le Traité des Limites du 16 mai 1769, assigne à la partie tournaisienne de Leers, 116 bonniers 6 cens et 30 verges et 373 habitants (Archives Départementales du Nord, Intendance de Flandre wallonne, série C563) mais ce chiffre varie d'un document à l'autre: 124 bonniers 1 cent 50 verges dans un autre document, pour 368 bonniers 6 cens pour Leers-Châtellenie (ADN, série C485) ou 148 bonniers par exemple dans un autre document (ADN, série C Limites, 13-14).  Pour compliquer les calculs, le bonnier n'avait pas la même valeur à Lille et à Tournai, nous l'avons vu, de sorte qu'il est difficile de savoir quelle unité de superficie était utilisée. Les Annales de l'Est et du Nord (année 1906: pp. 542–554) reproduisent divers tableaux de conversions entre les anciennes et nouvelles mesures utilisées dans le Département du Nord, dressées en l'an VI, et publiées selon un arrêté du Préfet du Nord du 29 ventôse an IX: le bonnier de Lille vaut alors 1,42 ha. La partie leersoise relevant de la châtellenie de Lille comprenait en particulier sur 180 bonniers, soit les plus grosses censes du territoire dont la Motterie (25 bonniers), les Wattines (29 b.), le château Del Becq (25 b.), cet l'ensemble aujourd'hui sur Leers-Nord; la Haverie (25 b.), le Mont-au-Prez (15 b.), le Carihem (20 b.), le Coulombier (25 b.), le Quévaucamp (15 b. dont sept relevaient cependant du Tournaisis) et l'Horne (11 b.) sur Leers-France (ADN, C Limites 13-14). Toutes ces censes, plus celles des Sarts sur Leers-Nord, de l'Estoquoy et de la Brunerie sur Leers-France, payaient la dîme à l'abbaye d'Hasnon, principal seigneur foncier de Leers (Leuridan, Th. 1921. Bulletin de la Société d’Etudes de la Province de Cambrai, vol. XXI, pp. 142–144).
Au siècle des Lumières, un tel mélange ne pouvait perdurer sans entraver la libre circulation des habitants et surtout des commerçants régulièrement importunés par les gabelous de l'une ou l'autre domination quand une grand route traversait une enclave, même si des arrangements entre dominations existaient pour fluidifier les passages, les habitants n'étaient pas à l'abri de tracasseries. En 1740, le bailli et les échevins de Leers-châtellenie présentèrent une supplique à l'intendant de justice à Lille, Bidé de la Grandville, se plaignant des difficultés qu'ils rencontraient quand ils voulaient vendre leurs grains dans une ville de la châtellenie : « Premier, il se trouve que le dit village de Leers est limitrophe et enclavé de toutes parts des terres du Tournaisis; que les manants dudit Leers-châtellenie ne peuvent aller en la dite ville; non plus en aucun autre endroit où il y a marché publique dans la dite châtellenie, vendre leurs grains ou denrées, sans passer sur le Tournaisis... Faisant connaître de plus que les habitants du même village, Tournaisis, se trouvent aussi dans le même embarras parce qu'ils ne peuvent aller à Tournai... sans passer sur la châtellenie de Lille... » (orthographe modernisée - archives municipales de Roubaix, HH6/15) demandant des aménagements pour faciliter les déplacements. De même, en 1750, un cabaretier-brasseur de Leers-Tournaisis, Pierre Jacques Meurice se plaignait auprès de Jean Moreau, intendant de justice à Lille, des tracasseries auxquelles il était exposé quand il voulait importer des grains ou vendre sa bière dans la châtellenie de Lille : « ... comme il y a plus grand nombre de commis présentement qu'il y avait alors, qu'il semble que l'on est plus rigide que l'on était en ce temps, que pour un rien on fait des procès-verbaux contre le tiers et le quart, le suppliant souhaiterait prévenir toutes les fâcheries à ces causes, le dit Meurice prend la liberté d'avoir recours à votre justice... » (orthographe modernisée - Archives départementales du Nord, série C523).
De plus, certaines enclaves tournaisiennes, nous l'avons vu, telles que celles de Lezennes et Wazemmes aux portes de Lille servaient bien à propos de repères pour les fraudeurs car il leur suffisait, en effet, étant poursuivis par les douaniers, de trouver refuge dans une enclave pour ne plus être inquiétés et elles servaient aussi d'entrepôts de boissons, car celles-ci étaient bien moins taxées (1/3 de moins) que dans la châtellenie, d'où le grand nombre de débits de boissons se trouvant dans ces enclaves, pour le plus grand bonheur des habitants ! Leers était ainsi encombré de plusieurs enclaves dont pour les plus considérables étaient la Place avec l'église, les commerces dont des cabarets et le château de Bretagne, la Mottelette et son moulin (cité Bauwens), le territoire compris entre le Trieu de Leers et le Buisson (lotissement Logicop)... - ces enclaves du Tournaisis se situaient donc principalement sur Leers-France alors que Leers-Nord n'en possédait qu'une seule d'importance, aux Longs Trieux ou Trieux d'Harihem - Archives Départementales du Nord, série C535) de sorte que Leers-France relevait alors plus du Tournaisis (territoire autrichien) que du futur Leers-Nord, dont le territoire qui ne comportait que quelques enclaves tournaisiennes (notamment aux Longs Trieux) et était donc plus française que Leers-France aujourd'hui ! Un bureau des Douanes dépendant du Tournaisis se trouvait d'ailleurs bien à propos situé sur la grand route de Lannoy à Audenarde - l'actuelle rue Victor Hugo ou D6, à l'embranchement avec la rue Jean Jaurès. Mais le plus souvent les commis des Douanes des deux dominations se contentaient d'être une sorte de « douane volante » pour contrôler et taxer les marchandises, et parfois les mêmes agents agissaient à tour de rôle pour chacune des deux dominations, échangeant juste de casquette et d'enclave pour se permettre des confiscations abusives ! (voir Nelly Girard d'Albissin, 1970).

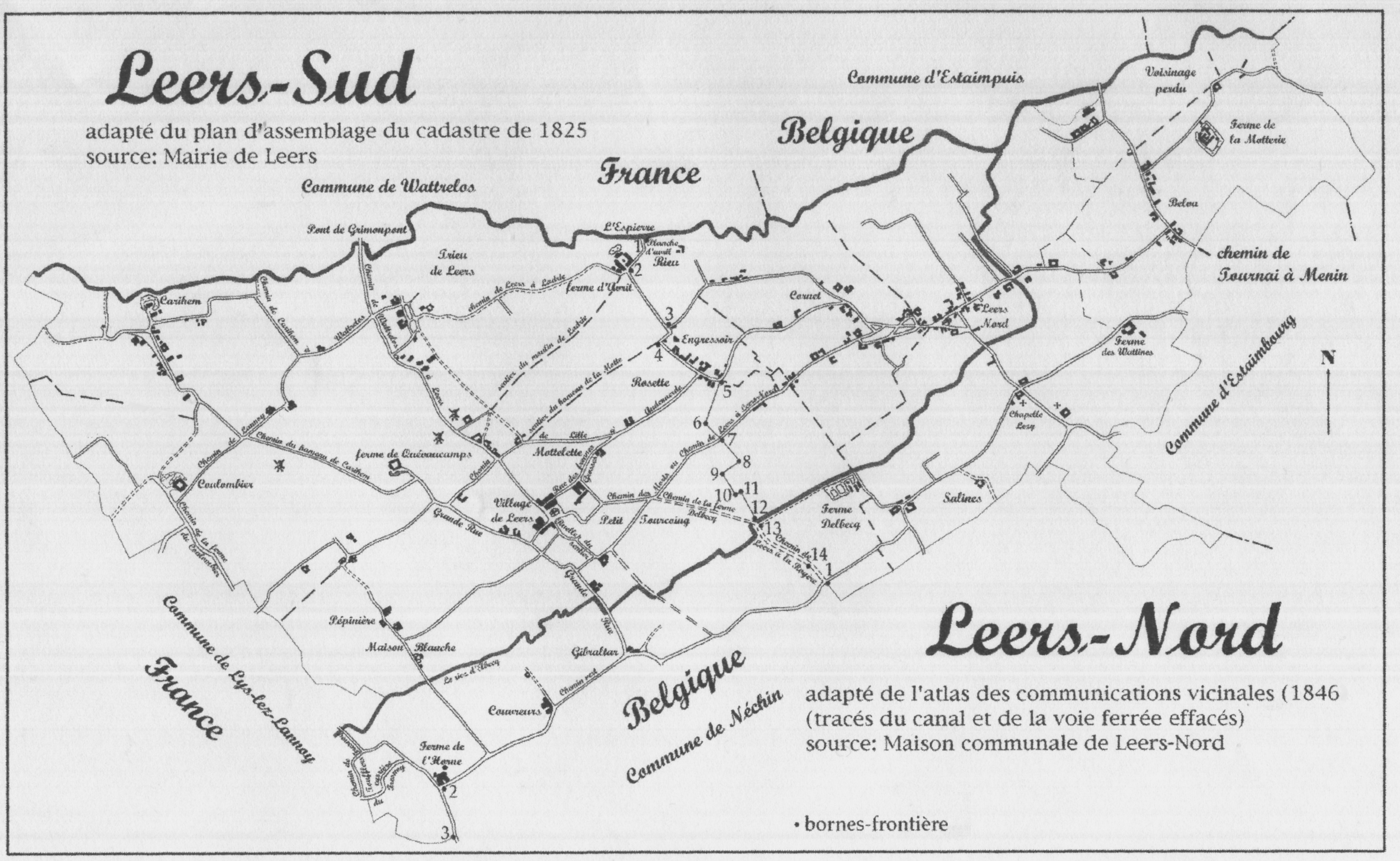
Leers et Leers-Nord.

Après plusieurs tentatives au cours du XVIIIe siècle d'assainir cet imbroglio territorial, un premier Traité des Limites du 16 mai 1769 avait permis de rectifier la frontière par échange d'enclaves et Leers se trouvait intégralement donné à la France. Ainsi, les Leersois-Tournaisis se retrouvèrent réunis à la châtellenie ce qui en conséquence les empêchait de se rendre à Tournai, territoire autrichien et les obligeait à fréquenter les marchés de Lannoy et Lille pour la vente de leurs denrées par un chemin vers Lys qu'ils jugeaient impraticable à cause des ornières. S'adressant en 1775 aux Etats de Lille, ils demandaient l'octroi de pavés en grès pour empierrer leur chemin. On ne sait si cela leur fut accordé.
Cependant, une situation de conflit perdurait du côté de Maulde, au confluent de la Scarpe avec l'Escaut dont seuls quelque « 60 mesures » (environ 21 ha) de la rive gauche du confluent (partie marécageuse) avaient été attribuées à la France ce qui s'avérait fort insuffisant pour sauvegarder la sécurité de la navigation côté français. Aussi, les négociateurs français cherchèrent rapidement après la signature du traité à s'approprier par tous les moyens, mêmes malhonnêtes, - au moment de prendre possession du terrain en octobre 1769, les Français avaient tenté d'expliquer aux Tournaisiens que les 60 mesures octroyées étaient équivalentes à 60 bonniers (environ 84 ha), ce qui permettait d'englober la partie bâtie du village ! - les 276 bonniers de terres du territoire de Maulde pour satisfaire à leur souhait. D'un autre côté, les Tournaisiens avaient été interpelés par les voyageurs circulant sur la route de Tournai à Menin, territoire autrichien, sauf pour une portion de quelques centaines de mètres situés sur le territoire de Leers, au lieu-dit Belva (aujourd'hui, la route d'Estaimpuis à Estaimbourg) qui traversait donc le territoire français à l'extrémité Est de Leers. On aurait pu se contenter de céder le comté de la Motterie en incluant la route; le bailli et fermier de cette cense, Antoine Dubus, fraudeur à ses heures, étant lui-même un fervent supporter de ce changement de domination. Mais en mesurant la superficie du comté, les géomètres s'aperçurent qu'il ne représentait que 41 bonniers 2/3 et il fallut se résigner à prendre le complément à l'Ouest de la route, soit 234 bonniers 1/3. Un deuxième Traité des Limites, signé le 18 novembre 1779, attribua donc dans son article V, 276 bonniers du territoire de Leers (soit 45% de son territoire) en compensation de la même superficie prise à Maulde. Les travaux de triangulation s'effectuèrent sur trois mois de septembre à décembre 1780 par deux géomètres, un Français, Thomas Gombert et un Tournaisien, Mathieu Waller. Face à cette partition qui concernait 17 familles du comté de la Motterie, plus 25 à l'Ouest de la route, les Leersois de l'époque tentèrent en vain, par une supplique rédigée le 25 juin 1780 au commissaire du roi, Charles de Calonne, chargé des opérations avec son compère tournaisien, Philippe de Neny, de préserver l'intégrité de leur territoire : « Remontrent très humblement les manants et habitants du village de Leers, châtellenie de Lille, disant que le projet de réunion d'une partie de leur village sous la domination autrichienne, ne peut s'exécuter sans leur causer un intérêt notable et un très grand préjudice... » (Archives départementales du Nord, série C556).  Les remontrants qui croyaient en avoir tout terminé après la réunion de ce territoire [e.g. le comté de la Motterie en 1769]... ne furent pas peu surpris d'apprendre qu'il devait être cédé en tout à l'impératrice-reine, 276 bonniers de leur territoire. Cette nouvelle les mit dans la consternation et ils ne purent croire que cette convention se fût faite sans un abus considérable pour leur communauté.
En effet, ils apprirent que le comté de la Motterie cédé à l'impératrice-reine le 3 juin 1780, était regardé par les deux puissances, contenir 220 bonniers environ, tandis que dans l'exacte vérité, il ne contenait qu'environ 34 bonniers, de façon qu'au lieu de prendre sur la gauche pour compléter les 276 bonniers, environ 56 bonniers, comme les commissaires croyaient le faire, il eût fallu en prendre 242, ce qui aurait fait la majeure partie de la communauté !
« L'erreur est considérable, écrivaient les plaignants, et le préjudice serait on ne peut pas plus grand pour les remontrants s'ils étaient réduits sous la domination autrichienne, obligés alors de fréquenter pour la vente de leurs grains et denrées, les marchés de Tournai et Courtrai, dont les chemins pour se rendre ès dites villes, sont impraticables pendant une partie de l'année; ils se verraient alors obligés d'abîmer voitures et chevaux par la difficulté et la longueur des chemins, ou contraints de s'en défaire sur les lieux, à vil prix, encore même difficilement; tandis qu'à présent, ils ont toutes les facilités possibles de vendre leurs grains et denrées aux marchés de Lille, Lannoy, Tourcoing et Roubaix... » (orthographe modernisée - Archives départementales du Nord, série C556).
Rien n'y fit. Le tracé était pratiquement achevé à la fin de 1780 sauf pour une petite portion au Sud du chemin mitoyen - les Archives départementales du Nord possèdent la copie du plan (« no 91 ») des opérations de bornage réalisées par les deux géomètres de septembre à décembre 1780. Les géomètres s'appuyèrent du mieux qu'ils le purent sur les fossés et les limites des champs mais dans un cas, l'un des propriétaires, Nicolas Florquin trouva son terrain coupé en deux par la frontière ! Au retour des commissaires (le 3 juin 1780), les habitants devenus sujets autrichiens furent déliés de leur serment de fidélité au roi de France et prononcèrent le serment de fidélité à l'impératrice-reine d'Autriche ; on fit échange du montant des taxes et impositions en janvier 1781 ainsi que des biens des pauvres en 1804. Curieusement avec l'annexion de la Belgique sous l'Empire et son découpage en départements, il n'y eut aucune tentative de réunir « Leers-Jemmapes » (Leers-Nord) et Leers-Nord (Leers-France): de quoi provoquer des confusions !
Comme la partie de Leers-Nord se trouvait dépourvue d'église, - le culte s'exerça jusqu'en 1799 dans la grange de Jacques Duquesne puis en 1801 dans une chapelle provisoire au toit de chaume, le temps qu'une nouvelle église elle-aussi dédiée à St-Vaast soit bâtie avec les matériaux récupérés du château Delbecq. Cette nouvelle église fut inaugurée le 1er novembre 1828. En attendant, un « chemin des Morts » (son entrée existe encore dans le prolongement de la rue des Longs Trieux à Leers-Nord, mais ce chemin ensuite dénommé de « La Croix Bazulante » n'existe plus que sur ses premiers 150 mètres étant jouxtant à la parcelle d'un exploitant agricole, M. Echevin. Cette portion disparue du chemin lui avait été échangée contre une surface identique (soit 523 m2) à prendre en bordure de son champ, ce qui avait permis à la rue Aurèle Guénart d'avoir son prolongement jusqu'à la frontière (procès-verbal des délibérations du Conseil municipal de Leers du 24 février 1977). Ce chemin permettait d'amener les défunts à l'église de Leers-France par un itinéraire bien précis dont une partie seulement a été conservée sur Leers-France, à savoir une partie de la rue Aurèle Guénart, la rue Louise de Béttignies puis la rue Michelet. Pour une raison inconnue, le chemin n'empruntait pas la rue Gambetta pourtant plus directe pour se rendre à l'église, peut être pour arriver face au portail ? À partir de 1782, le curé de Leers-France tenait un registre séparé pour les habitants de Leers-Nord. L'administration civile des deux communes ne fut effective qu'en 1790.
Pour matérialiser la frontière, il était prévu de placer 22 bornes en fonte mais finalement ce seront 14 bornes en grès, d'environ 1,5 m de hauteur (5 pieds), taillées par un tailleur de Lille, le sieur Brame, qui seront posées. Au niveau du chemin mitoyen séparant Leers de Leers-Nord, les bornes devaient être plantées au milieu du chemin - on imagine les embarras que cela aurait créé pour la circulation automobile aujourd'hui ! Ces bornes dont il reste quelques exemplaires, parfois récupérés par des particuliers, montrent sur une face trois fleurs de lis et sur une face opposée un aigle bicéphale. Elles sont semblables à celle retrouvée à Halluin en 2012.

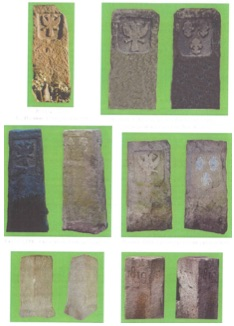
Bornes frontière à Leers.

Les derniers petits détails seront résolus par le Traité de Courtrai le 28 mars 1820. Il s'agissait de quatre petites pièces de terre à l'extrémité Sud-Est de Leers, à la frontière avec Néchin pour rectifier la frontière, entre le chemin Vert et le rieu de Gibraltar. La France devait obtenir une compensation territoriale sur un autre point indiquait le procès-verbal d'échange signé le 16 juillet 1821. La frontière était enfin tracée. De nouvelles bornes « 1819 » présentant les lettres « F » d'un côté et « N » (pour Nederland) de l'autre côté seront posées, cette fois en bordure du chemin mitoyen. L'une d'elles est toujours en place à l'entrée de la rue Aurèle Guénart sur le chemin mitoyen. A noter l'existence d'une borne frontière plus ancienne qui se trouvait à l'angle de la boulangerie au coin de la place Lucien Demonchaux et de la rue Jean Jaurès et qui semble datée du temps des enclaves tournaisiennes pour marquer l'emplacement (comme on planterait un drapeau aujourd'hui) de l'enclave principale du Tournaisis à Leers. C'était également l'opinion du curé de Leers Gustave Monteuuis dans son « Histoire de Leers » (p. 163) parue en 1905. En effet, compte-tenu du nombre d'enclaves disséminées partout, il aurait été coûteux d'avoir à marquer chaque enclave par des bornes. Cette borne est aujourd'hui conservée au Musée. Le procès-verbal définitif de délimitation sera signé le 23 août 1824 (archives municipales de Leers).

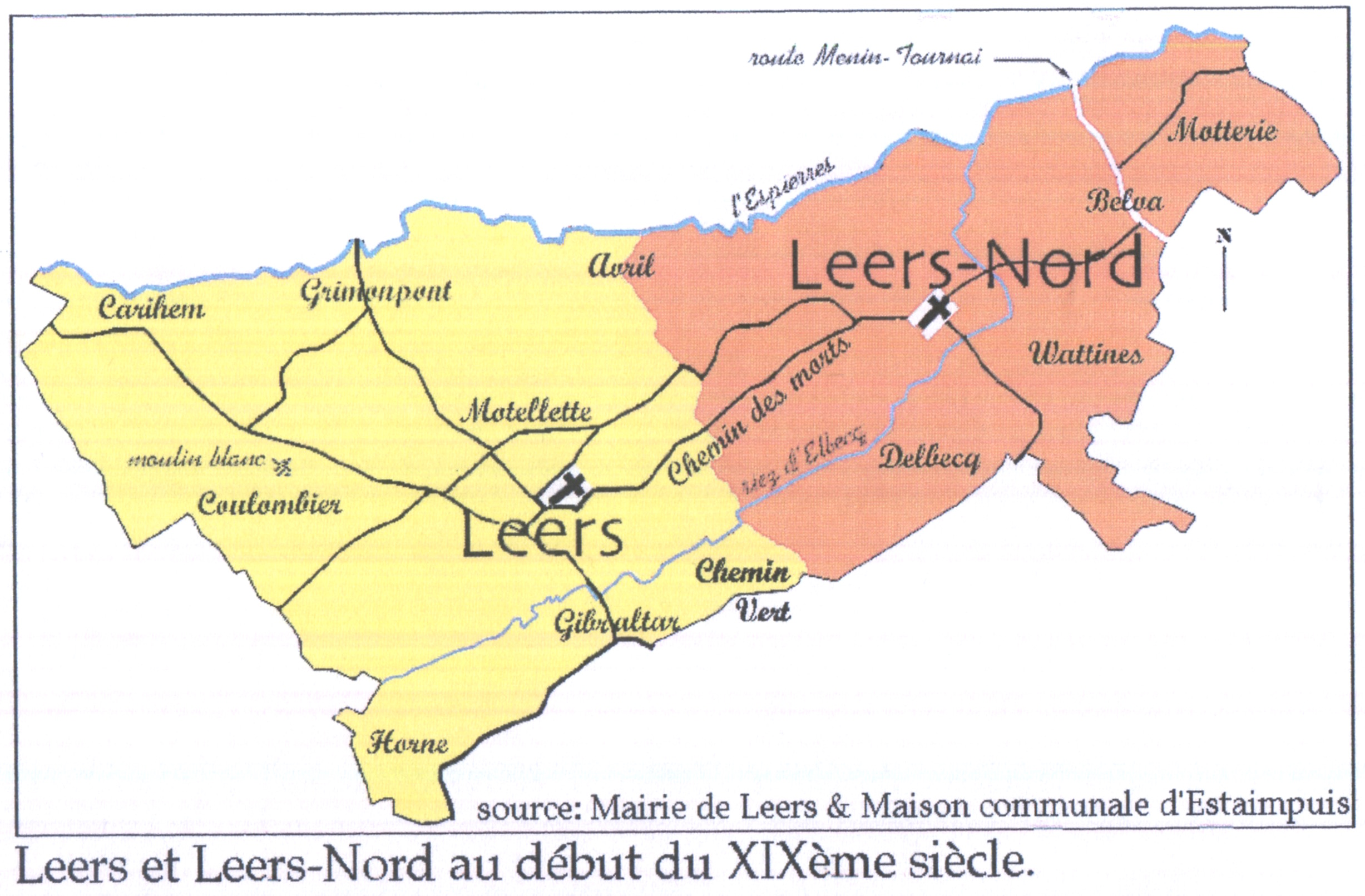
Vue d'ensemble des territoires de Leers et Leers-Nord.

Des postes frontières furent ensuite mis en place : l'un avec Leers-Nord, dit poste de la « Grande frontière »  et l'autre avec Néchin tout d'abord situé à l'angle des rues de Néchin et des Patriotes aujourd'hui, soit à près d'un kilomètre de la ligne frontière ! Puis, il sera ensuite déplacé rue de Néchin, peu après le cours du riez Delbecq, à une centaine de mètres de la frontière et sera connu sous le nom de poste de la « Petite frontière ». La position éloignée du poste avec Néchin, favorisa la fraude dès la Restauration puis sous la monarchie de Juillet avec le passage d'animaux, notamment des moutons de Belgique vers la France. Puis, les fraudeurs installeront sur la ligne frontière (le milieu du chemin Vert !), des « baraques » (plutôt genre de coffres) pour y entreposer leurs marchandises de contrebande (genièvre, sel, ballots de laine ou de coton principalement). Des opérations douanières comme celle organisée en 1838 à Leers (pour 12 baraques) destinées à détruire ces constructions seront organisées du côté français, avec des résultats plutôt incertains, puisqu'il s'agissait juste de démolir ces structures en transportant les marchandises de l'autre côté de la frontière, sans confiscation ! On imagine la suite une fois les gabelous partis ! Aussi, très curieusement, le Traité de Courtrai (articles 68 & 69) fixait une distance minimale (de 5 à 10 m de la ligne frontière !) pour l'érection de bâtiments dans la zone dite « d'extrême frontière » pour contrer les opérations de fraude mais les débits de boissons n'étaient pas concernés par cette mesure ! De plus, certains bâtiments érigés avant les Traités des Limites de 1769 et 1779 se retrouvèrent à cheval sur la ligne frontière, au grand dam de la douane dans l'incapacité légale d'y remédier, donc de les faire démolir, sauf à constater les va-et-vient permanents de sujets belges le plus souvent qui, à la moindre alerte se réfugiaient sur le territoire belge, remportant avec eux leur marchandise ! Ce n'est qu'à la fin du XIXe siècle que sur proposition du directeur des Douanes à Lille, le préfet du Nord prendra des arrêtés au cas par cas pour interdire tous ces trafics, notamment celui des grains et farines. Ainsi, jusqu'au début du XXe siècle, la frontière faisait plus office de passoire que de ligne de séparation entre deux nations, quoique la zone s'étendant d'Halluin à Camphin eût concentré la plus importante concentration de douaniers du territoire national. Avec la proximité de Roubaix-Tourcoing et leur importante population ouvrière belge Wattrelos, (commune voisine de Leers) entre La Marlière et le Grimonpont ainsi qu'entre la gare du Pile et celle de Tourcoing, pas moins de 200 douaniers surveillaient cette portion de frontière. Entre 1898 et 1908 il n'y avait pas moins de neuf brigades de douaniers stationnées à Wattrelos : la plus forte concentration de gabelous du territoire national (Hamon, 1993, pp. 36–37) !
L'histoire de la ville est aussi marquée par son activité industrielle. Dès le XVIIIe siècle, les habitants vivent de l'agriculture et travaillent le lin à l'« otil », à domicile.
En 1870, Édouard Motte, déjà propriétaire d'une usine textile à Roubaix, ouvre un tissage à Leers qui cessera son activité en 1982. La tour Motte-Bossut (1895) domine encore la commune et témoigne de ce passé industriel qui a grandement modifié les aspects démographiques et sociaux de Leers.
La ville de Leers a été la scène d'un drame le samedi 19 février 2011. En effet, deux adolescents de 16 et 17 ans avaient tenté de fabriquer une bombe artisanale qui a explosé entre leurs mains. Tous deux ont dû être amputés des bras et ont été victimes de graves mutilations aux jambes et au visage.
Leers a été victime d'une tornade (EF1), endommageant 150 pavillons et faisant 3 blessés légers le 3 janvier 2014 vers 16 h, détruisant également la cheminée de la briqueterie.

## Politique et administration

### Rattachements administratifs et électoraux

#### Rattachements administratifs
La commune se trouve dans l'arrondissement de Lille du département du Nord.
Elle faisait partie depuis 1793 du canton de Lannoy. Dans le cadre du redécoupage cantonal de 2014 en France, cette circonscription administrative territoriale a disparu, et le canton n'est plus qu'une circonscription électorale.

#### Rattachements électoraux
Pour les élections départementales, la commune est membre depuis 2014 du  canton de Roubaix-2
Pour l'élection des députés, elle fait partie de la septième circonscription du Nord.

### Intercommunalité
La commune est membre depuis 1964 de la Communauté urbaine de Lille (CUDL) renommée en 1996 communauté urbaine Lille Métropole (LMCU), un établissement public de coopération intercommunale (EPCI) à fiscalité propre et auquel la commune a transféré un certain nombre de ses compétences, dans les conditions déterminées par le code général des collectivités territoriales.
Cette structure intercommunale est transformée le 1er janvier 2015 en Métropole européenne de Lille.

### Tendances politiques et résultats
Lors du premier tour des élections municipales de 2008, la liste DVD menée par le maire sortant Jean-Claude Vanbelle obtient la majorité absolue des suffrages exprimés, avec 2 745 voix (58,10 %, 24 conseillers municipaux élus), devançant très largement les listes menées respectivement par : 
- Jérémy Rotsaert (DVG, 690 voix, 14,60 %, 2 conseillers municipaux élus) ;
- André Nowak (DVG, 681 voix, 14,41 %, 	2 conseillers municipaux élus) ;
- Liliane Pétrieux (UG, 609 voix, 12,89 % 	1 conseiller municipal élu).

Lors de ce scrutin, 38,82 % des électeurs se sont abstenus.
Lors du premier tour des élections municipales de 2014 dans le Nord, la liste DVD menée par le maire sortant Jean-Claude Vanbelle obtient la majorité absolue des suffrages exprimés, avec 2 382 voix (50,07 %, 23 conseillers municipaux élus dont 1 communautaire), devançant très largement celles menées respectivement par :  
- Lucien Nys[21] (DVD, 870 voix, 18,28 %, 3 conseillers municipaux élus) : 
  - André Nowak (MoDem, 520 voix, 10,93 %, 1 conseiller municipal élu) ;
  - Catherine Boone (DVG, 506 voix, 10,63 %, 1 conseiller municipal élu) ;
  - Mathieu Johnston (PS, 479 voix, 10,06 %, 1 conseiller municipal élu).

Lors de ce scrutin, 41,15 % des électeurs se sont abstenus.
Lors du premier tour des élections municipales de 2020 dans le Nord, la liste DVD menée par le maire Jean-Philippe Andriès  — qui avait succédé à Jean-Claude Vanbelle après son décès en 2016 — obtient la majorité absolue des suffrages exprimés, avec 1 422 voix (51,50 %, 22 conseillers municipaux élus dont 1 métropolitain), devançant très largement les listes menées respectivement par, : 
- Jérémy Rotsaert (DVC, 777 voix, 28,14 %, 	4 conseillers municipaux élus) ;
- Mathieu Johnston[24] (LREM, 562 voix, 20,35 %, 3 conseillers municipaux élus).

Lors de ce scrutin marqué par la pandémie de Covid-19 en France, 65,35 % des électeurs se sont abstenus.

### Liste des maires
| Période       | Période                   | Identité                | Étiquette  | Qualité                                                   |
| ------------- | ------------------------- | ----------------------- | ---------- | --------------------------------------------------------- |
| février 1790  | 1793                      | Jacques Braquaval       |            | Fermier de la cense du château de Bretagne                |
| 1793          | 1795                      | André Plouvier          |            |                                                           |
| 1795          | 1808                      | Pierre Joseph Spriet    |            |                                                           |
| février 1808  | 1815                      | Louis-Joseph Salembier  |            | Fermier de la cense de Quevaucamps                        |
| 1815          | 1821                      | Jean-Baptiste Delannoy  |            |                                                           |
| 1821          | 1832                      | Louis-Joseph Salembier  |            | Fermier de la cense de Quevaucamps                        |
| 1832          | 1840                      | Jacques-Joseph Delannoy |            | Fermier de la cense du Coulombier                         |
| 1840          | 1848                      | Napoléon Favier-Duthoit |            | Fermier de la cense de La Haverie                         |
| 1848          | 1890                      | Henri Salembier         |            | Fermier de la cense de Quevaucamps                        |
| 1891          | 1916                      | Louis Courier           |            | Fermier de la cense du Pret ou Maison Blanche             |
| 1916          | 1919                      | Désiré Plouvier         |            |                                                           |
| décembre 1919 | 1927                      | Joseph Leroy            |            |                                                           |
| 1927          | 1945                      | Émile Duez              |            |                                                           |
| mai 1945      | mars 1977                 | André Kerkhove          |            | Agent en douane                                           |
| mars 1977     | juin 1995                 | Lucien Demonchaux       | DVD - GLAM | Directeur CPAM Roubaix                                    |
| juin 1995     | mars 2001                 | Gérard Willocq          | GLAM       | Ex- PDG Cofanord - Peintures Zolpan                       |
| mars 2001     | mai 2016,                 | Jean-Claude Vanbelle,   | DVD        | Décédé en cours de mandat, Guy Deschamps assure l'intérim |
| 18 juin 2016  | En cours (au 2 juin 2022) | Jean-Philippe Andriès   | DVD - GLAM | Directeur Commercial Réélu pour le mandat 2020-2026       |

### Jumelages
- Jüchen (Allemagne)
- Estaimpuis (Belgique)
- Coquelles (France)
- Rebesgrün (Allemagne)

## Équipements et services publics

### Justice, sécurité, secours et défense
La commune relève du tribunal d'instance, du tribunal de grande instance, et
du tribunal pour enfants de Lille, du tribunal de commerce de Tourcoing et de la cour d'appel de Douai. Elle dépend également du tribunal administratif de Lille et de la cour administrative d'appel de Douai.
À l'issue d'un référendum local en 2010, la ville de Leers a renoncé à une police municipale autonome, la hausse des dépenses communales et des impôts locaux étant les principales inquiétudes des habitants. Sa sécurité dépend désormais de la police municipale mutualisée de Hem, ville voisine, qui met en commun ses 18 agents avec 3 autres communes.
Aujourd'hui, certains partis locaux proposent sa réintroduction.

## Population et société

### Démographie

#### Évolution démographique
L'évolution du nombre d'habitants est connue à travers les recensements de la population effectués dans la commune depuis 1793. Pour les communes de moins de 10 000 habitants, une enquête de recensement portant sur toute la population est réalisée tous les cinq ans, les populations de référence des années intermédiaires étant quant à elles estimées par interpolation ou extrapolation. Pour la commune, le premier recensement exhaustif entrant dans le cadre du nouveau dispositif a été réalisé en 2008.

En 2022, la commune comptait 9 555 habitants, en évolution de +0,09 % par rapport à 2016 (Nord : +0,51 %, France hors Mayotte : +2,11 %).
| 1793  | 1800 | 1806  | 1821  | 1831  | 1836  | 1841  | 1846  | 1851  |
| ----- | ---- | ----- | ----- | ----- | ----- | ----- | ----- | ----- |
| 1 060 | 730  | 1 382 | 1 357 | 1 821 | 1 991 | 2 225 | 2 440 | 2 540 |

| 1856  | 1861  | 1866  | 1872  | 1876  | 1881  | 1886  | 1891  | 1896  |
| ----- | ----- | ----- | ----- | ----- | ----- | ----- | ----- | ----- |
| 2 785 | 3 210 | 3 192 | 3 286 | 3 409 | 3 459 | 3 613 | 3 680 | 3 738 |

| 1901  | 1906  | 1911  | 1921  | 1926  | 1931  | 1936  | 1946  | 1954  |
| ----- | ----- | ----- | ----- | ----- | ----- | ----- | ----- | ----- |
| 4 096 | 4 216 | 4 606 | 4 357 | 4 619 | 4 677 | 4 907 | 4 453 | 4 762 |

| 1962  | 1968  | 1975  | 1982  | 1990  | 1999  | 2006  | 2008  | 2013  |
| ----- | ----- | ----- | ----- | ----- | ----- | ----- | ----- | ----- |
| 5 360 | 5 848 | 7 788 | 8 558 | 9 627 | 9 651 | 9 290 | 9 189 | 9 456 |

| 2018  | 2022  | - | - | - | - | - | - | - |
| ----- | ----- | - | - | - | - | - | - | - |
| 9 400 | 9 555 | - | - | - | - | - | - | - |

#### Pyramide des âges
La population de la commune est relativement jeune.
En 2018, le taux de personnes d'un âge inférieur à 30 ans s'élève à 32,9 %, soit en dessous de la moyenne départementale (39,5 %). À l'inverse, le taux de personnes d'âge supérieur à 60 ans est de 28,8 % la même année, alors qu'il est de 22,5 % au niveau départemental.
En 2018, la commune comptait 4 488 hommes pour 4 912 femmes, soit un taux de 52,26 % de femmes, légèrement supérieur au taux départemental (51,77 %).
Les pyramides des âges de la commune et du département s'établissent comme suit.
| Hommes | Classe d’âge | Femmes |
| ------ | ------------ | ------ |
| 0,7    | 90 ou +      | 1,6    |
| 6,3    | 75-89 ans    | 9,8    |
| 19,0   | 60-74 ans    | 20,0   |
| 20,3   | 45-59 ans    | 19,9   |
| 17,7   | 30-44 ans    | 18,5   |
| 17,0   | 15-29 ans    | 13,9   |
| 19,0   | 0-14 ans     | 16,2   |

| Hommes | Classe d’âge | Femmes |
| ------ | ------------ | ------ |
| 0,5    | 90 ou +      | 1,4    |
| 5,3    | 75-89 ans    | 8,1    |
| 14,8   | 60-74 ans    | 16,2   |
| 19,1   | 45-59 ans    | 18,4   |
| 19,5   | 30-44 ans    | 18,7   |
| 20,7   | 15-29 ans    | 19,1   |
| 20,2   | 0-14 ans     | 18     |

### Sports et loisirs
- Club Leers omnisports

## Culture locale et patrimoine

### Lieux et monuments

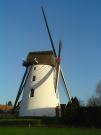
Le Moulin de Leers.

- Le moulin de Leers, qui fut rebâti sur décision préfectorale en 1851. C'est un moulin à vent à tour tronconique maçonné et à calotte charpentée. Le « vieux moulin » ou « Moulin blanc » est situé dans le quartier du « Vert-Bois ». Avec le moulin de Terdeghem il est le dernier représentant de la tradition meunière possédant un mécanisme complet. En 1914 son activité fut arrêtée par les troupes d'occupation allemandes qui soupçonnaient le meunier d'envoyer des signaux codés aux Alliés par le rythme des ailes du moulin. En 1973, 76 % des Leersois approuvent par voie référendaire la restauration de celui-ci. Il est inauguré en 1976. En 1991, le moulin est rénové entièrement à la suite d'un accident survenu lors des fêtes annuelles organisées en son honneur en juin 1986. Depuis 1992 l'édifice est ouvert au public.
- L'église Saint-Vaast, qui a subi de nombreuses modifications à la suite des guerres, brigandages, pillages (1566, 1658 et 1693) ou cataclysmes naturels (la foudre en 1748). En 1779, lors du partage de Leers en deux territoires, Leers Nord (Pays-Bas autrichiens) et Leers (France), la paroisse est elle aussi divisée. L'église, datant des XIIIe, XVe et XVIIe siècles, est constituée en pierres de Tournai et en briques. L'ogive centrale rappelle l'essor de l'art gothique du XIIe siècle que l'on retrouve dans les églises flamboyantes artésiennes telles l'église Saint-Vaast de Béthune ou l'église d'Ablain-Saint-Nazaire. Elle est bâtie d'après le « nombre d'or » et la symbolique des nombres. Les nefs latérales ont nettement élargi l'édifice. L'année 1663 est inscrite sur la nef ouest. Quant à la nef est, elle remonte à 1688. Le pignon est semble être la partie la plus ancienne encore visible. Il est bâti en gros moellons de pierres de Tournai. Le clocher est contemporain du règne de Charles Quint. Afin de pallier sa fragilité, des armatures ferronées ceinturent l'édifice. Les villages voisins l'ont alors appelé « le clocher relié ». Le portail en forme d'anse de panier est caractéristique de la Renaissance. Georges Fauvel, curé entre 1695 et 1709, est inhumé sous la pierre du grand portail. Le vaisseau, conçu initialement en bois peint, a été restauré en 1969. Il est plus élevé que les nefs latérales. Des tirants, qui étayent les murs latéraux ont remplacé la structure boisée du passé très endommagée par les incendies. La tour (38 mètres) est représentative des clochers peuplant la châtellenie de Lille entre la fin du XVe et le début du XVIIe siècle. Ses fondations remontent probablement au XIIIe siècle. Elle est flanquée sur son aile gauche d'une petite tourelle. La petite porte sur la gauche à l'entrée de l'église, qui autrefois menait au clocher via la tourelle, daterait selon toute vraisemblance de 1630.
- Le Bourloire du cercle Saint-Louis, 29 rue Jean Jaurès, inscrit à l'inventaire des monuments historiques depuis 2006[42].

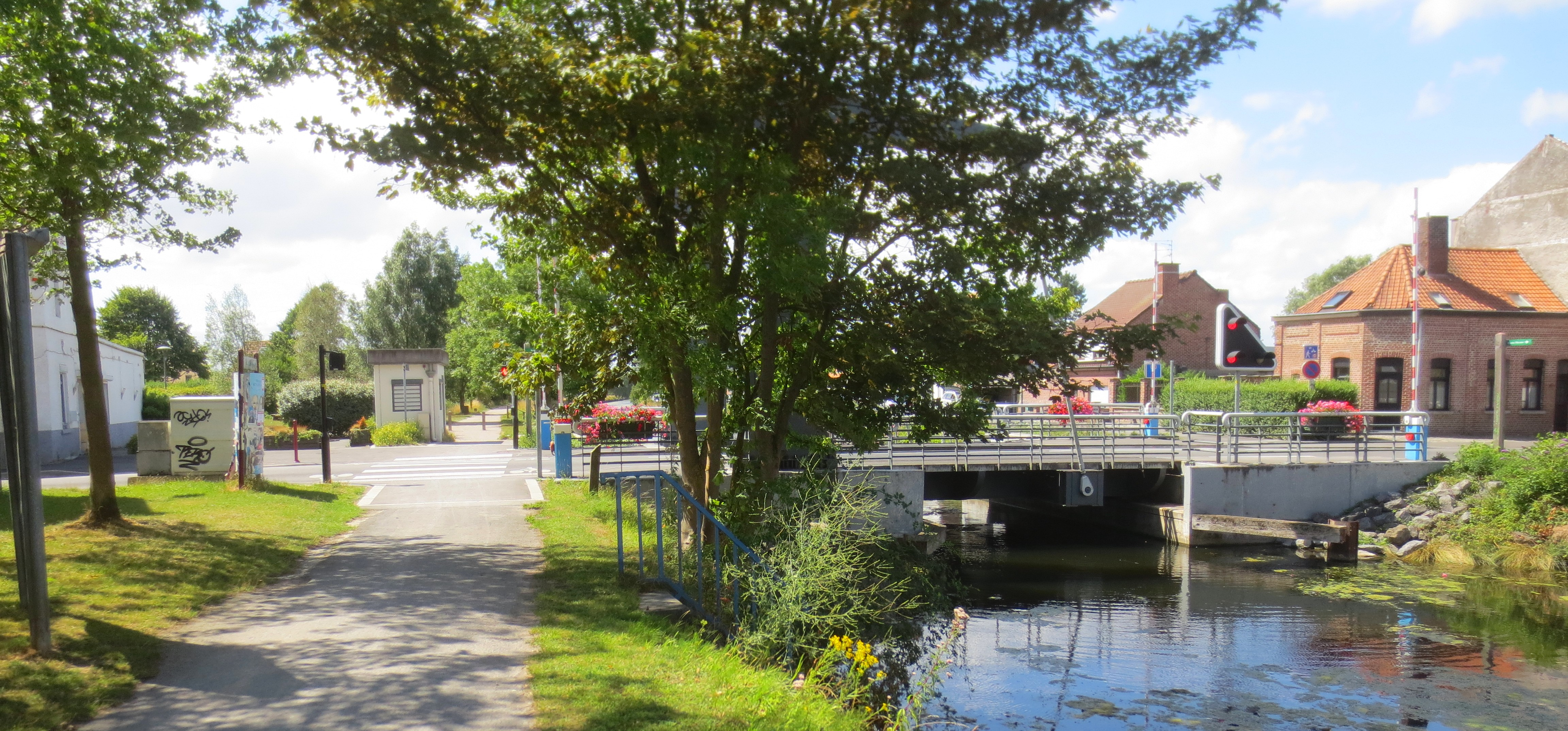
Le canal.
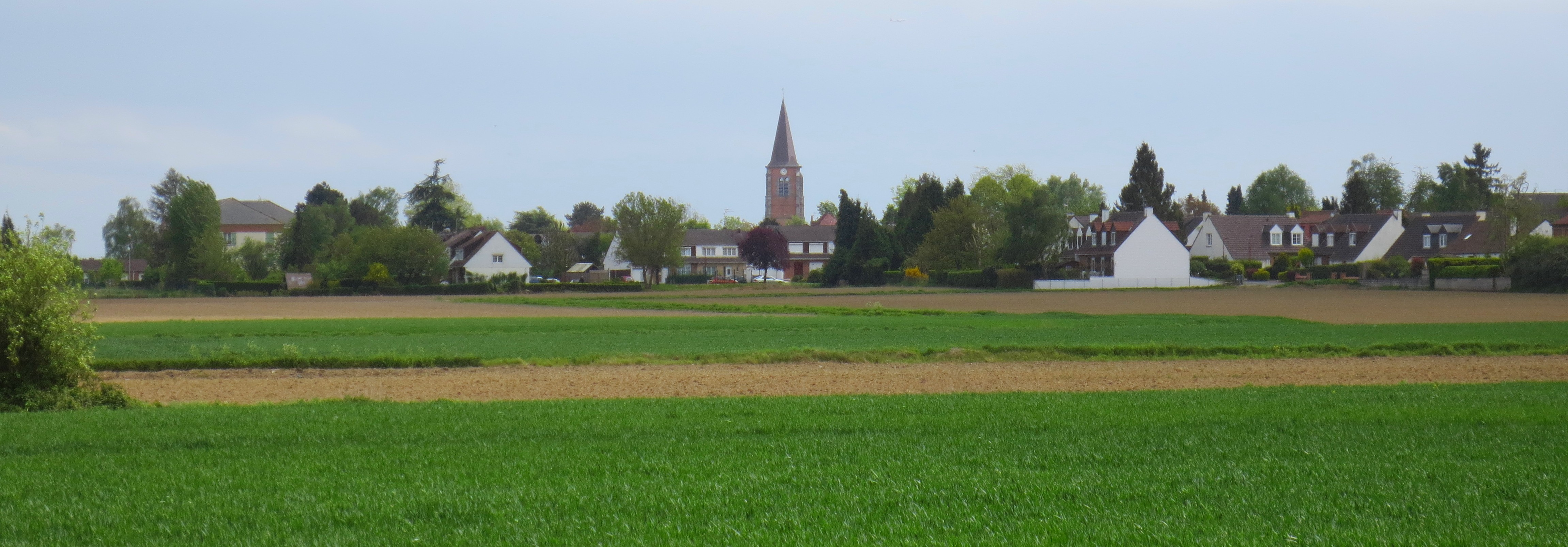
Vue panoramique.
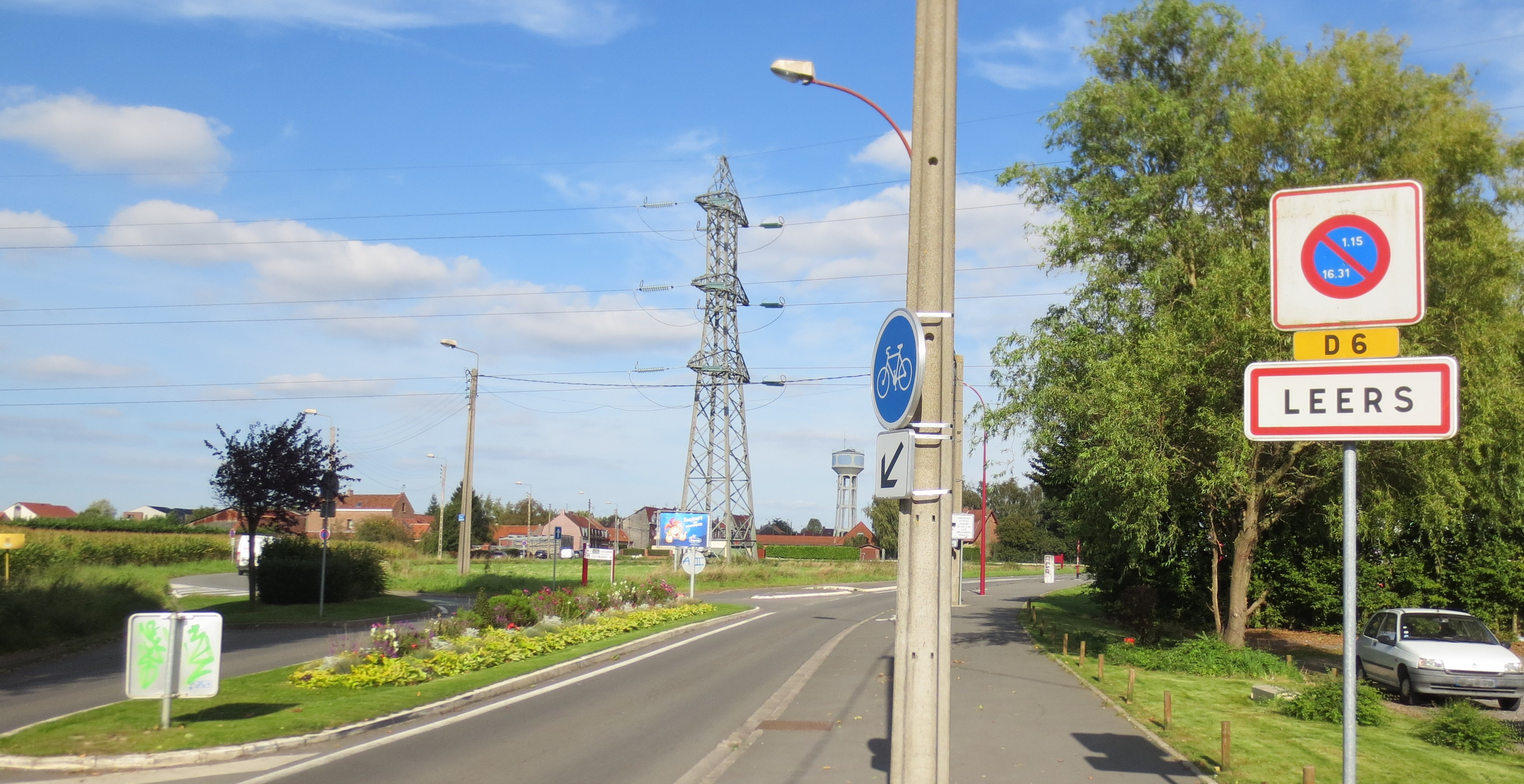
L'entrée.
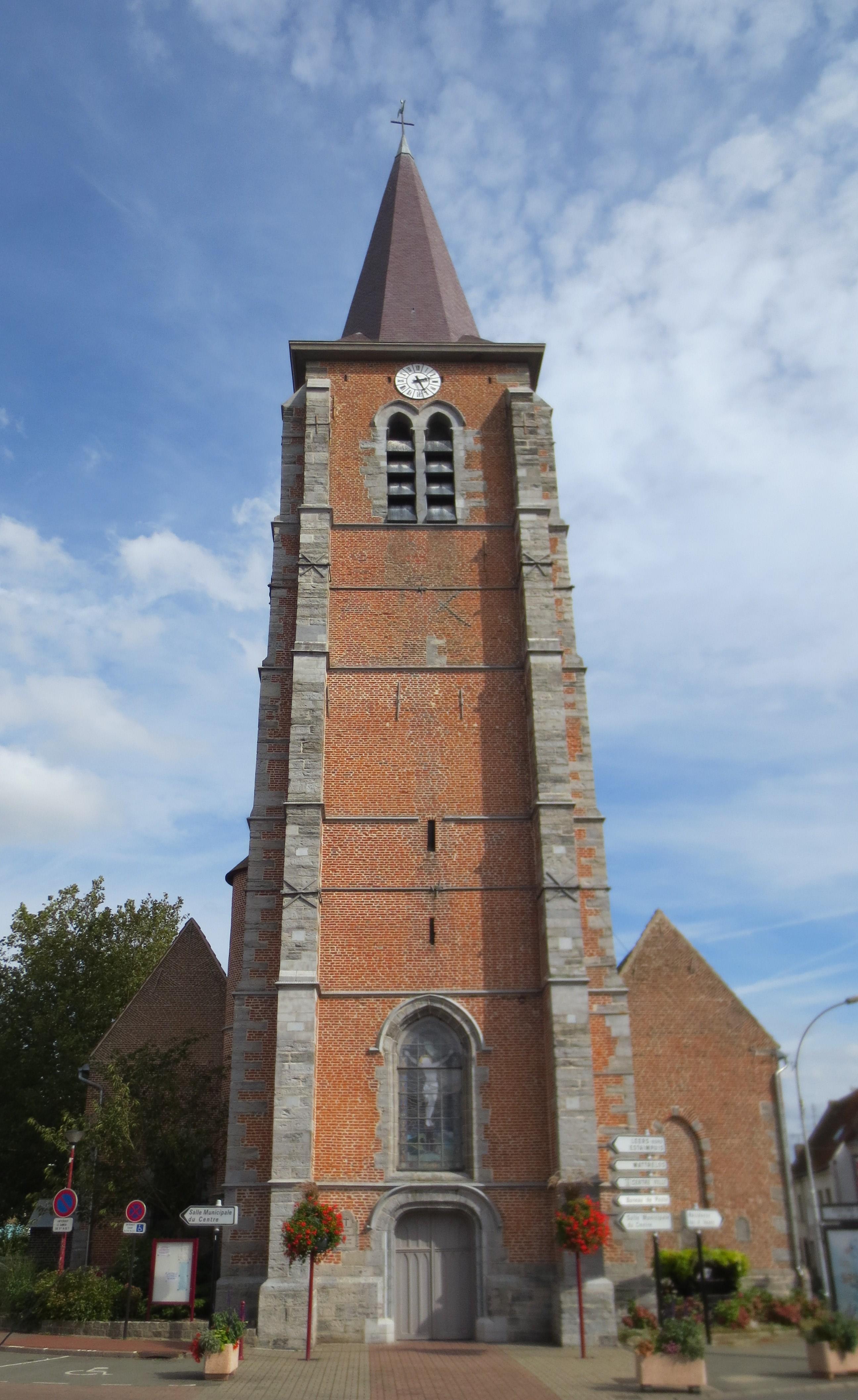
L'église.

### Personnalités liées à la commune
- Olivier Tavernier, né le 20 septembre 1976 à Leers, archer français, médaillé d'argent par équipes en tir à l'arc classique avec Thomas Antoine et Florent Mulot aux Championnats du monde en salle 2016 et avec Jean-Charles Valladont et Florent Mulot aux Championnats d'Europe en salle 2017. Membre du club Les Archers Leersois de 1989 à 1997 et de 2000 à 2002.
- Pascal Debacker, né le 8 avril 1960 à Leers, athlète français, spécialiste du steeple. Il remporte le titre national du 3 000 m steeple en 1986. Il participe aux Jeux olympiques de 1984, à Los Angeles, et se classe huitième de la finale, en 8 min 21 s 51. Il participe également à 4 reprises aux Championnats du monde de Cross en 1983, 1984, 1985 et 1986.
- Dominique Barbe, Bassiste et Chœurs du groupe Crazy Horse décédé le 29 mars 2020 à l'âge de 67 ans. Il repose au cimetière Croix des Bergers à Leers[43].
- Maurice Bauwens, né le 15 janvier 1883 à Leers et décédé le 21 octobre 1951 également à Leers. Capitaine de l'armée française, pionnier de l'aviation militaire. Il devient pilote d'escadrille dès 1912. Soldat exemplaire, titulaire de la Médaille militaire, du Mérite militaire espagnol, Chevalier de la Légion d'Honneur. 22 ans de service, 5 campagnes, 2 blessures, 1 citation à l'ordre de l'armée. Une rue et un square portent son nom dans la commune.
  - Jean-Louis Picavet, célibataire, né 5 janvier 1847 à Leers, fils d'Henri Picavet et Catherine Bossu, décédé le 11 mars 1890 à l'hôpital maritime de Nouméa (Nouvelle-Calédonie). Capitaine au 2e régiment d'Infanterie de Marine. Une rue de la ville de Leers joignant la rue de Lys à celle de Gibraltar, porte son nom.

### Héraldique
| Blason de Leers | Blason  | De sable à quatre clefs d'argent mises en pal, 2 et 2, les pannetons en haut et à dextre. |
| Blason de Leers | Détails | Le statut officiel du blason reste à déterminer.                                          |

## Pour approfondir